# Église Saint-Olaf (Tyrvää)
L'église Saint-Olaf de Tyrvää (en finnois : Tyrvään Pyhän Olavin kirkko) ou ancienne église de Tyrvää (en finnois : Tyrvään vanha kirkko) est une église située dans le quartier de Tyrvää à Sastamala en Finlande.

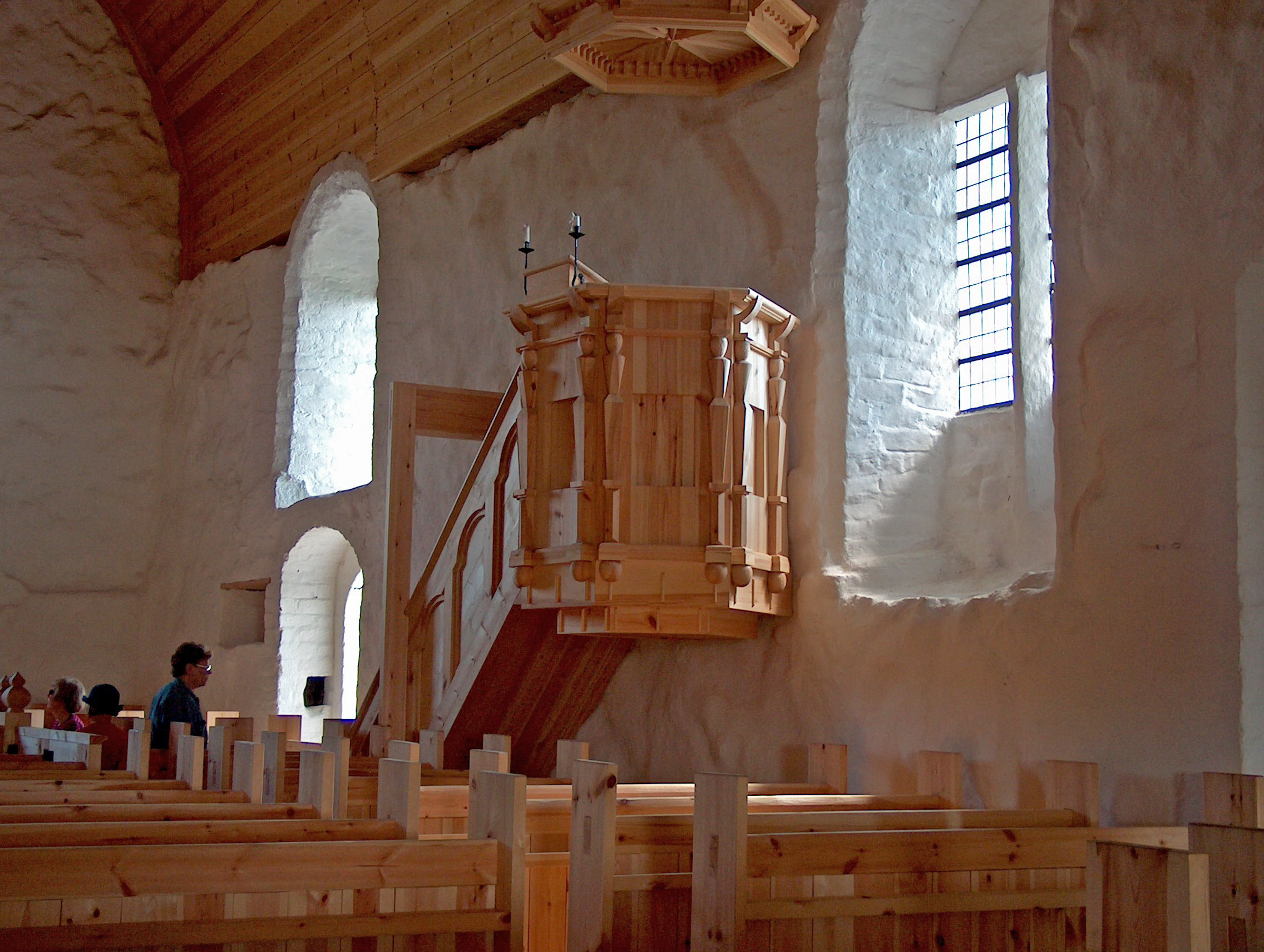
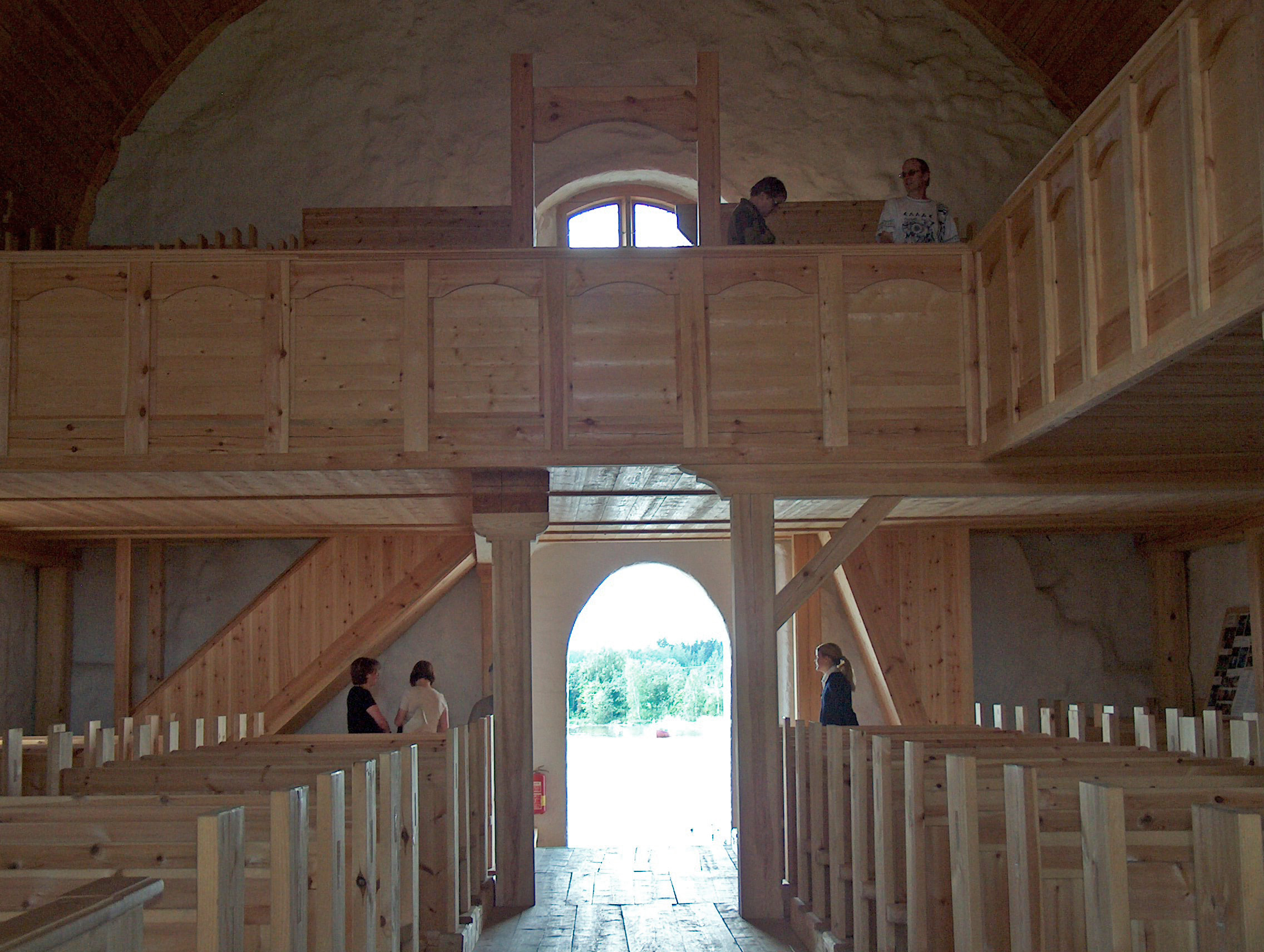
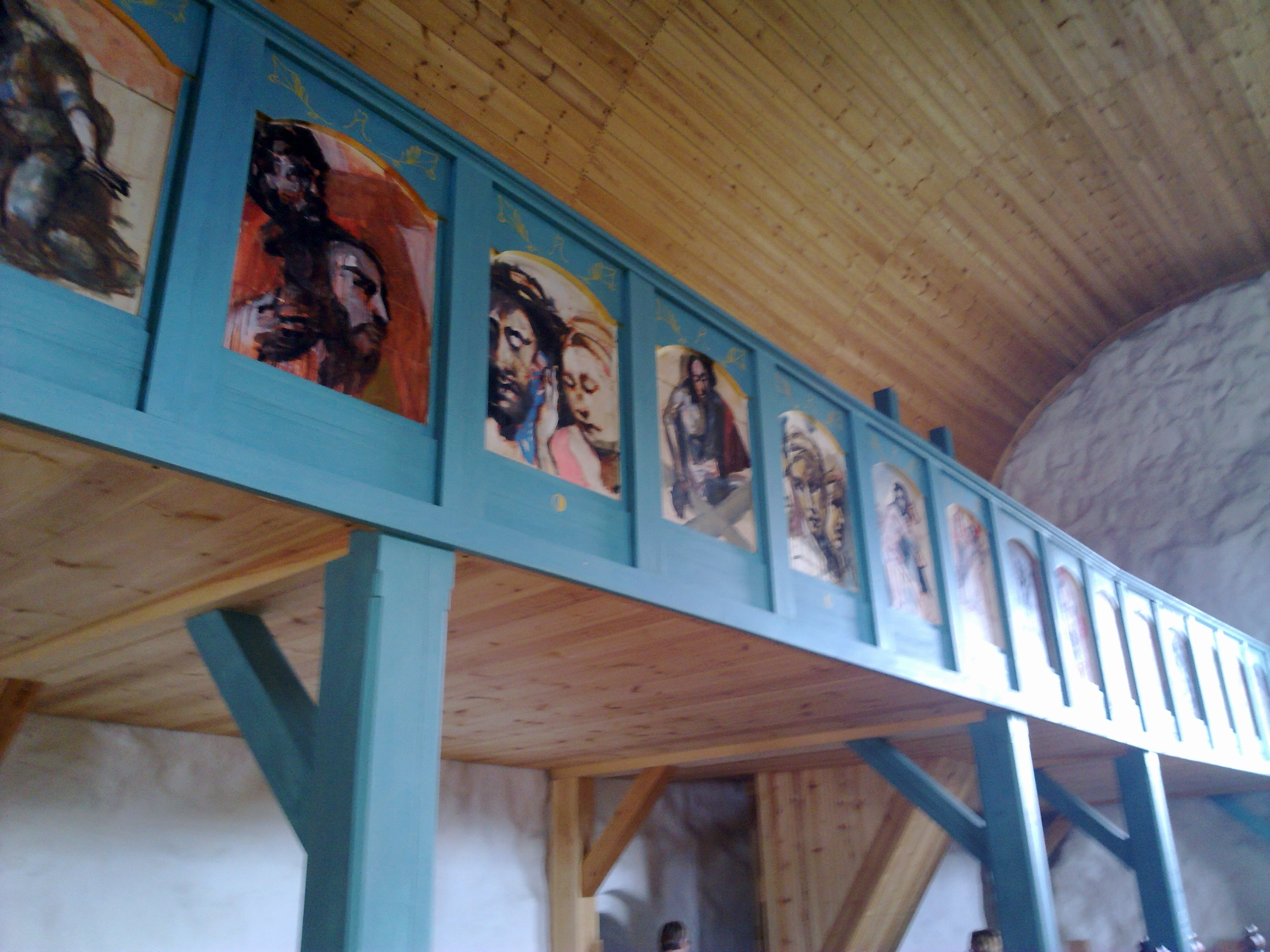

## Architecture
L'édifice est de l'époque du style gothique. 
À cette époque, on construit environ cinquante églises en Finlande.
Les troubles de l'époque de l'union de Kalmar donnent encore plus d'importance à l'église et, à l'époque catholique, la construction de l'église est relancée.
La Réforme protestante de 1527 conduit à l'effondrement de l'économie et de la construction des églises.
On pense que l'édifice a été conçu par les maçons de Huittinen.
L'église mesure 27,1 mètres sur 14,5 mètres.
Les pierres dont on a construit les murs sont grandes et irrégulières.
Les angles Nord-Est et Nord-Ouest ont des pierres d'angles qui sont typiques de la fin du Moyen Âge dans le Häme.
Exceptionnellement, les vitrages ont gardé leur forme et leur taille d'origine.

## Galerie

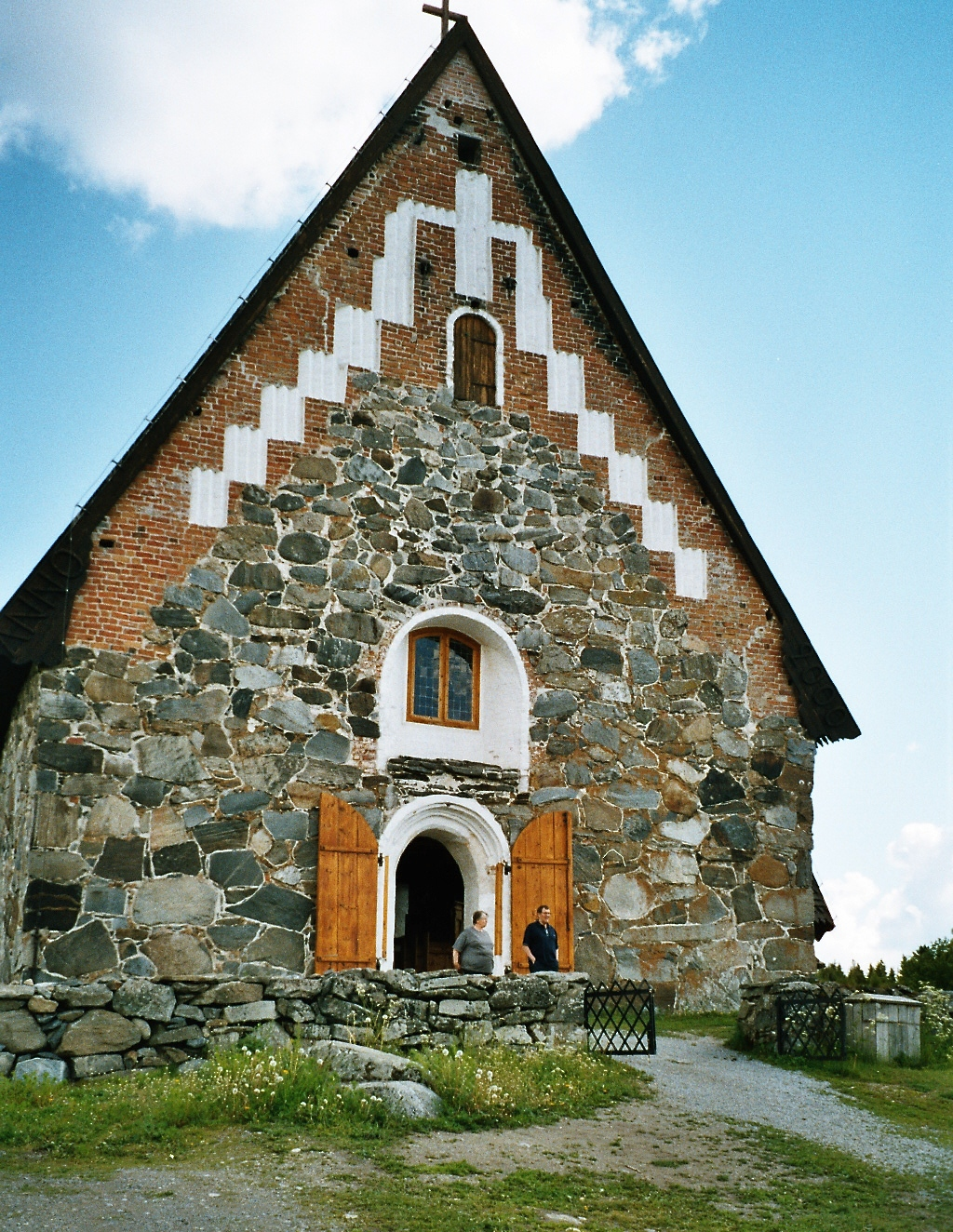
Portail de l'église.
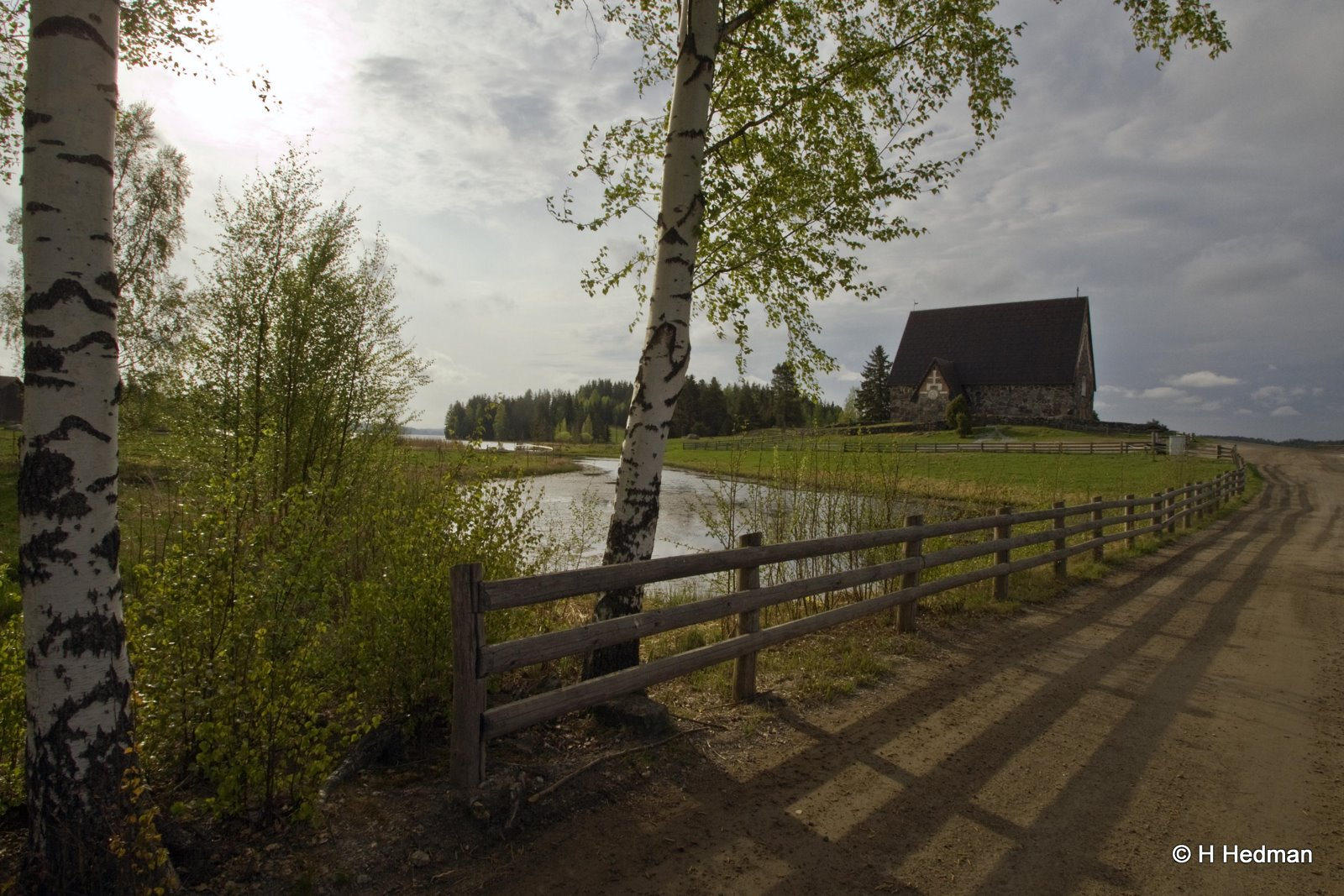
Chemin de l’église.
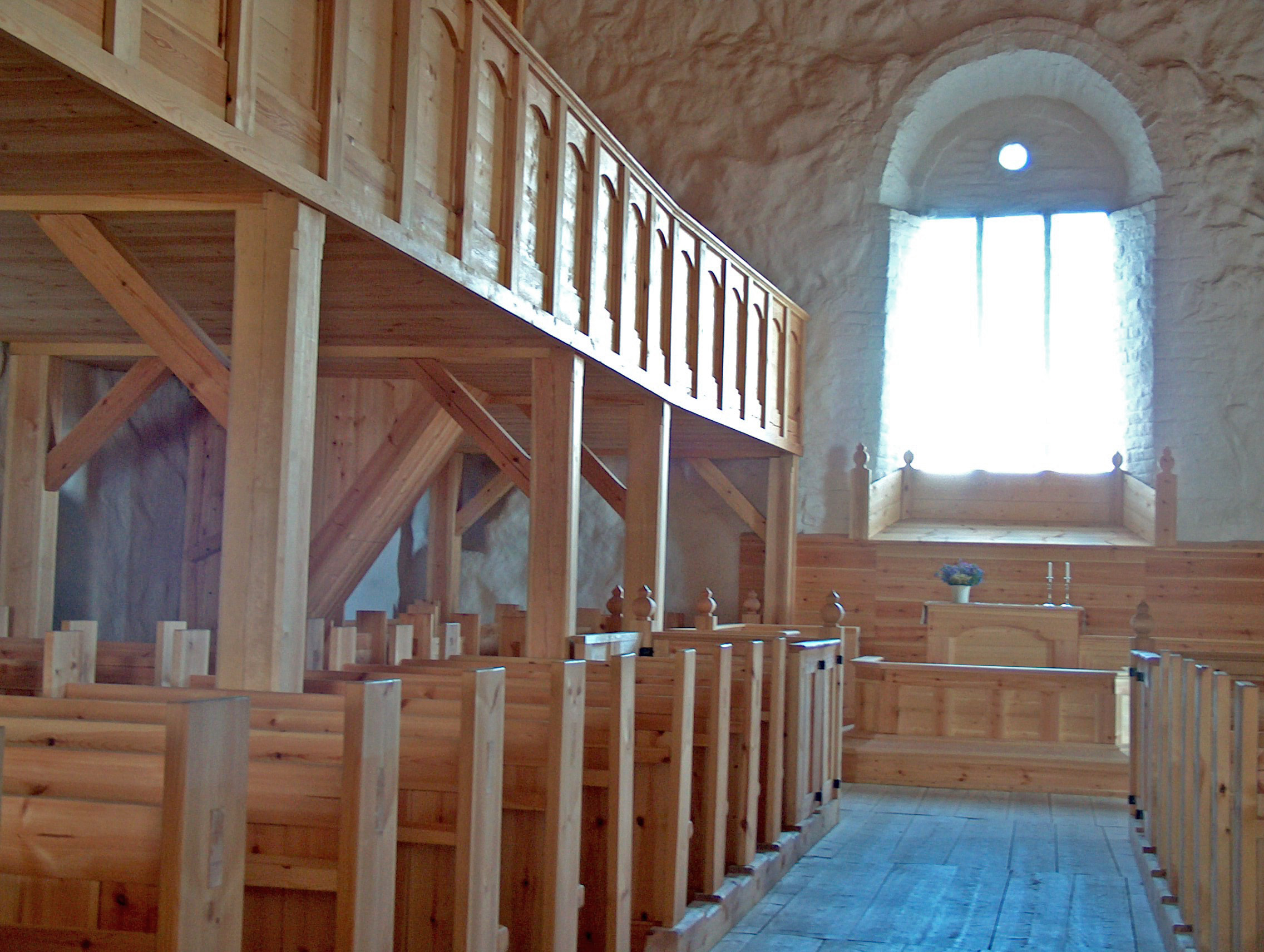